# Melaloncha obscurella
Melaloncha obscurella är en tvåvingeart som beskrevs av Borgmeier 1934. Melaloncha obscurella ingår i släktet Melaloncha och familjen puckelflugor.
Artens utbredningsområde är Costa Rica. Inga underarter finns listade i Catalogue of Life.